# Марія де Домінічі
Марія де Домінічі (італ. Maria de Dominici; нар. 6 грудня 1645, Вітторіоза — пом. 18 березня 1703, Рим) — мальтійська художниця, скульпторка і черниця ордену кармелітів.

## Життєпис
Марія де Домінічі народилася 1645 року в місті Вітторіоза (нині Біргіт) у родині ювеліра, який шанував Мальтійський орден. В її родині було багато діячів мистецтва: її брати Раймондо та Франческо також прославилися як відомі художники, а син Раймондо на ім'я Бернардо став істориком мистецтва і автором книги, де згадувалося і мальтійське мистецтво.
У хроніці «Ілюстрована Мальта» авторства Джованнантніо Чантара (італ. Giovannantonio Ciantar) є картина із зображенням жінки, яка знала, чим вона буде займатися — мова йде про Марію де Домнічі. Чантар писав, що вона «виявляла відразу до типових жіночих обов'язків, за що піддавалася закидам від батьків, займалася зображенням тих речей, які вона побажала б зображати». У результаті батьки змирилися з побажанням доньки та запросили майстра мистецтва для її подальшого навчання.
Марія навчалася у художника і скульптора Маттіа Преті, який займався оформленням собору Святого Іоанна в місті Валлетта. Вважається, що в 1661—1666 роках вона допомагала Преті із виконанням фресок про життя та мученицьку смерть Івана Хрестителя, які зображені на склепіннях собору. Про Марію писали як про розумну і різнобічну жінку, про що свідчать і два її заповіти. Джованнантоніо Чантар писав, що під керівництвом Преті Марія працювала дуже старанно: він дозволив їй зобразити деякі жіночі фігури під час розпису собору Святого Іоанна, в чому вона досягла успіху навіть більше, ніж сам майстер. Інший історик, Джузеппе Марія де Піро, писав у 1839 році про Марію, що вона «перевершила всіх інших його учнів в умінні, чим і змусила майстра вибрати її для розпису стін собору і зображення жіночих фігур на склепіннях і стінах».
Марія перебувала в ордені кармелітів і тому могла жити поза стінами монастиря, вдалині від сімейних зв'язків. У 1682 році вона покинула Мальту з племінником гросмейстера Мальтійського ордена і його дружиною Ізабеллою д'Авалос д'Акіно д'Арагона. В Римі у Марії була власна майстерня, де вона займалася виготовленням скульптур і написанням картин на замовлення: її рекомендував особисто гросмейстер. Будинок Марії знаходився недалеко від церкви Сан-Джованні-деї-Фіорентіні.
Марія де Домінічі померла в 1703 році і була похована в церкві Санта-Марія-ін-Траспонтіні.

## Мистецькі роботи
Крім розписів стін і склепінь собору Святого Івана, на Мальті Марія де Домінічі прославилася як авторка кількох переносних скульптур святих, які встановлювалися на релігійні свята і в дні вуличних походів. Найбільш відомі художні роботи Марії — «Відвідування» (церква приходу Зеббудж), «Беато Франко» (церква кармелітів у Валлетті) і «Благовіщення» (кафедральний музей у Валлетті).

## Увічнення пам'яті
Марія згадується у двотомному Словнику художниць (англ. Dictionary of Women Artists) авторства Делаї Гейз (англ. Delia Gaze).
Крім того, її ім'ям у 2010 році був названий кратер на Меркурії. Факт включення імені мальтійської художниці до бази найменувань об'єктів на Меркурії був відзначений Сюзанною Гоу в книзі «Мальта: жінки, історія, книги і місця» (англ. Malta: Women, History, Books and Places.